# Museu Can Framis

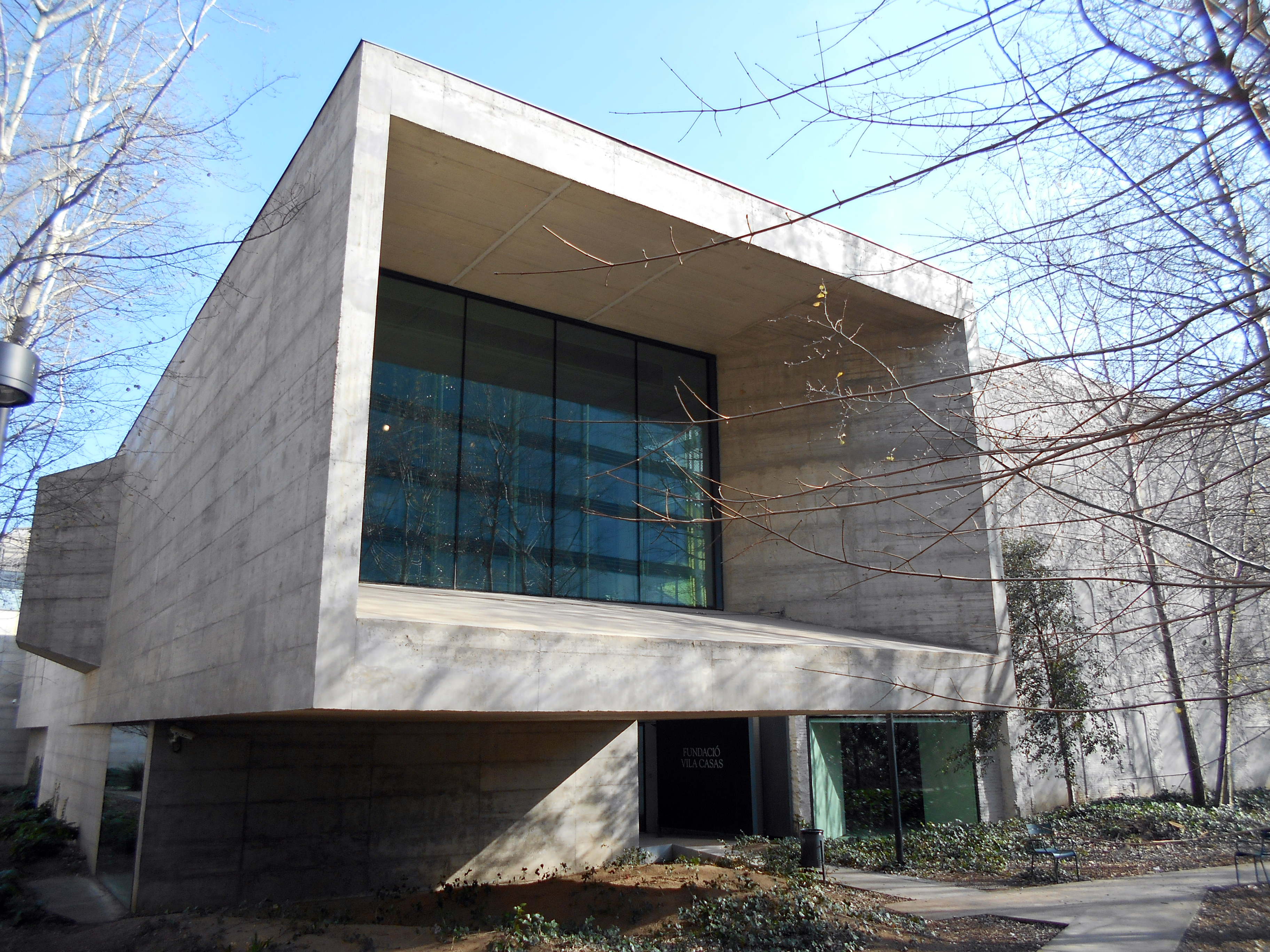
Vista lateral des del carrer Roc Boronat del Museu Can Framis.

El Museu Can Framis és un centre dedicat a la difusió de la pintura contemporània catalana, depenent de la Fundació Vila Casas. Situat al carrer Roc Boronat del districte tecnològic 22@ de Barcelona, va ser inaugurat el 27 d'abril de 2009. Al llarg dels tres pisos, s'hi exposa una col·lecció permanent de més de 250 obres d'artistes catalans o residents a Catalunya i datades a partir dels anys 1960 fins a l'actualitat. També compta amb una zona dedicada a exposicions temporals, l’Espai Aø. Un cop l’any es renova la col·lecció permanent i cada trimestre s’inaugura una nova exposició temporal.

## Edifici
El centre és establert en una antiga fàbrica de llana de final del segle xviii propietat de la família Framis, que es va tancar i es va convertir en un record de la indústria pròpia del Poblenou. El projecte de renovació, dirigit per l'arquitecte ordi Badia de l'estudi BAAS Arquitectura, va consistir en la rehabilitació de dues de les tres naus i en la substitució de la tercera, molt malmesa, per una de nova construcció que n'ha unificat el conjunt. Aquests tres edificis configuren una plaça on es pot veure una de les quatre escultures que Barcelona té de Jaume Plensa: Dell’Arte (1990), una donació que la Fundació Vila Casas va fer a la ciutat l’any 2012.

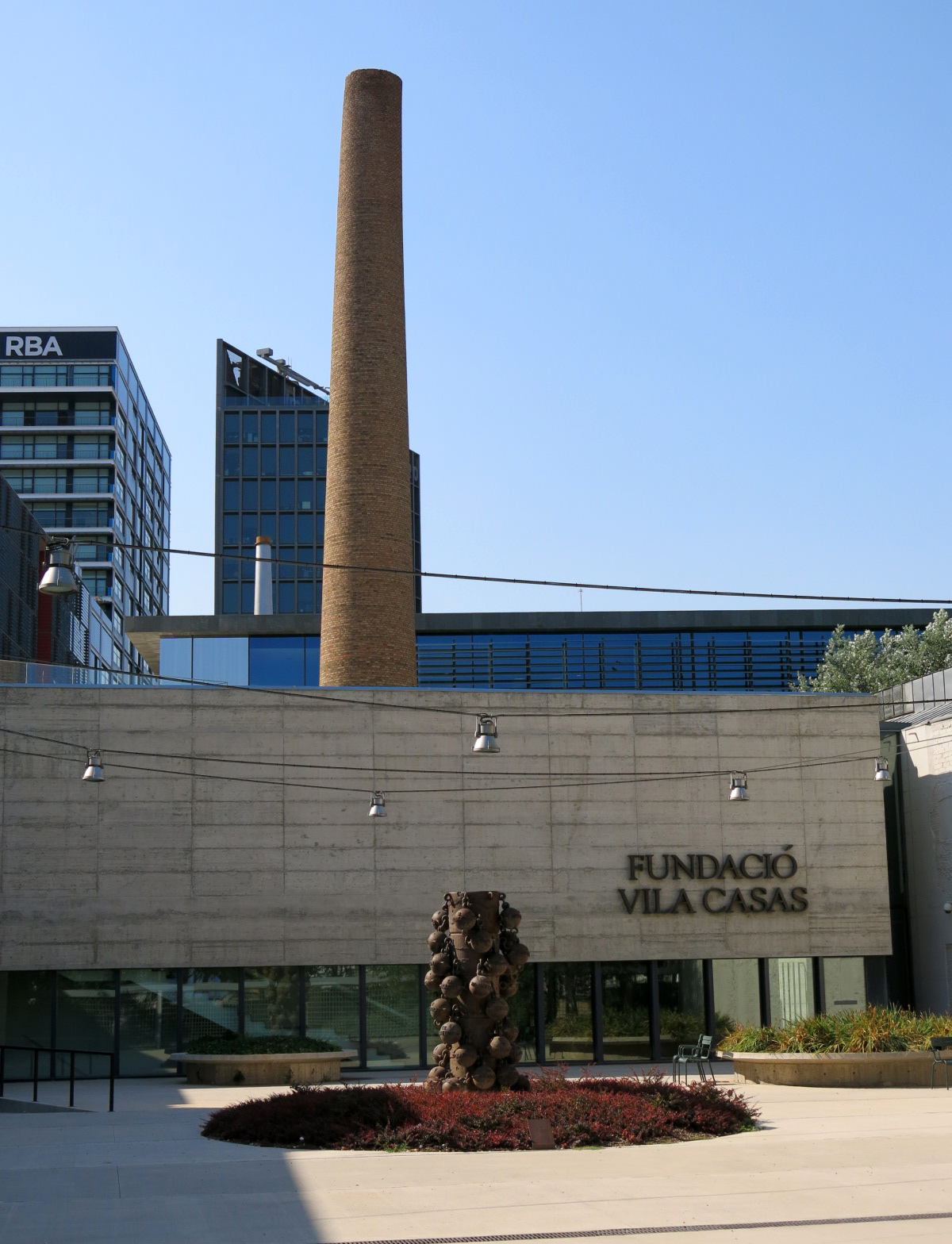
Edifici del Museu Can Framis amb l'escultura Dell'Arte de Jaume Plensa. Al darrere, la xemeneia de l'antiga fàbrica tèxtil de Can Framis.

L'exterior és fet amb formigó bast, igual que el paviment. Una capa de pintura grisa protegeix els murs de l'antiga fàbrica, que deixa visible l'estructura (totxo, pedra, cicatrius antigues de finestres, arcs) i que forma un collage contemporani de textures, forats i tapiats que són el reflex de les diferents intervencions que ha experimentat l'edifici al llarg del temps. El jardí remarca la cota insòlita d'emplaçament del museu, un metre i mig per sota del nivell del Pla Cerdà, resultat del fet que va ser construïda abans del desenvolupament del pla de reforma. L'heura i altres espècies vegetals tapissen tot el paviment, i els pollancres blancs i els roures envolten el museu. L'interior consta de 36 sales i els canvis de planta es poden fer tant amb escales com amb l’ascensor que hi ha a cadascun dels tres nivells de l'edifici.
Ocupa en total més de 5.800 m² a l'illa formada pels carrers de Llacuna, Tànger, Roc Boronat i Sancho de Ávila. D'aquests, 3.400 m² són d'espai expositiu i més de 400 m² de magatzem, sense comptar l'àrea destinada a tallers pedagògics.

## Reconeixement
2011 Nominat al Premi d'Arquitectura Contemporània de la UE Mies van der Rohe. Atorgat per la Comissió Europea i la Fundació Mies van der Rohe.
2011 Finalista i reconeixement especial del jurat de la XI BEAU. Atorgat per la Bienal Española de Arquitectura y Urbanismo (BEAU).
2010 Primer Premi Ciutat de Barcelona d’Arquitectura i Urbanisme. Atorgat per l'Ajuntament de Barcelona.
2010 Primer Premi FAD de l’Opinió en Arquitectura (52a edició). Atorgat pel Foment de les Arts i el Disseny (FAD).
2010 Finalista del VI Premi Europeu de Paisatge Rosa Barba. Atorgat pel Col·legi d'Arquitectes de Catalunya (COAC), la Universitat Politècnica de Catalunya (UPC) i el Departament de Política Territorial i Obres Públiques de la Generalitat de Catalunya.
2010 Finalista dels Premis LAMP en Il·luminació Exterior Arquitectònica. Atorgat per LAMP Lighting.
2009 Accèssit Premi Bonaplata de Rehabilitació. Atorgat per l'Associació del Museu de la Ciència i de la Tècnica i d'Arqueologia Industrial de Catalunya (AMCTAIC).
2009 Seleccionat Premio de Arquitectura Española. Atorgat pel Consejo Superior de los Colegios de Arquitectos de España (CSCAE).
2009 Finalista Premis Catalunya Construcció. Atorgat pel Col·legi d'Aparelladors Arquitectes Tècnics i Enginyers d'Edificació de Barcelona (CAATEEB).

## Col·lecció i exposicions

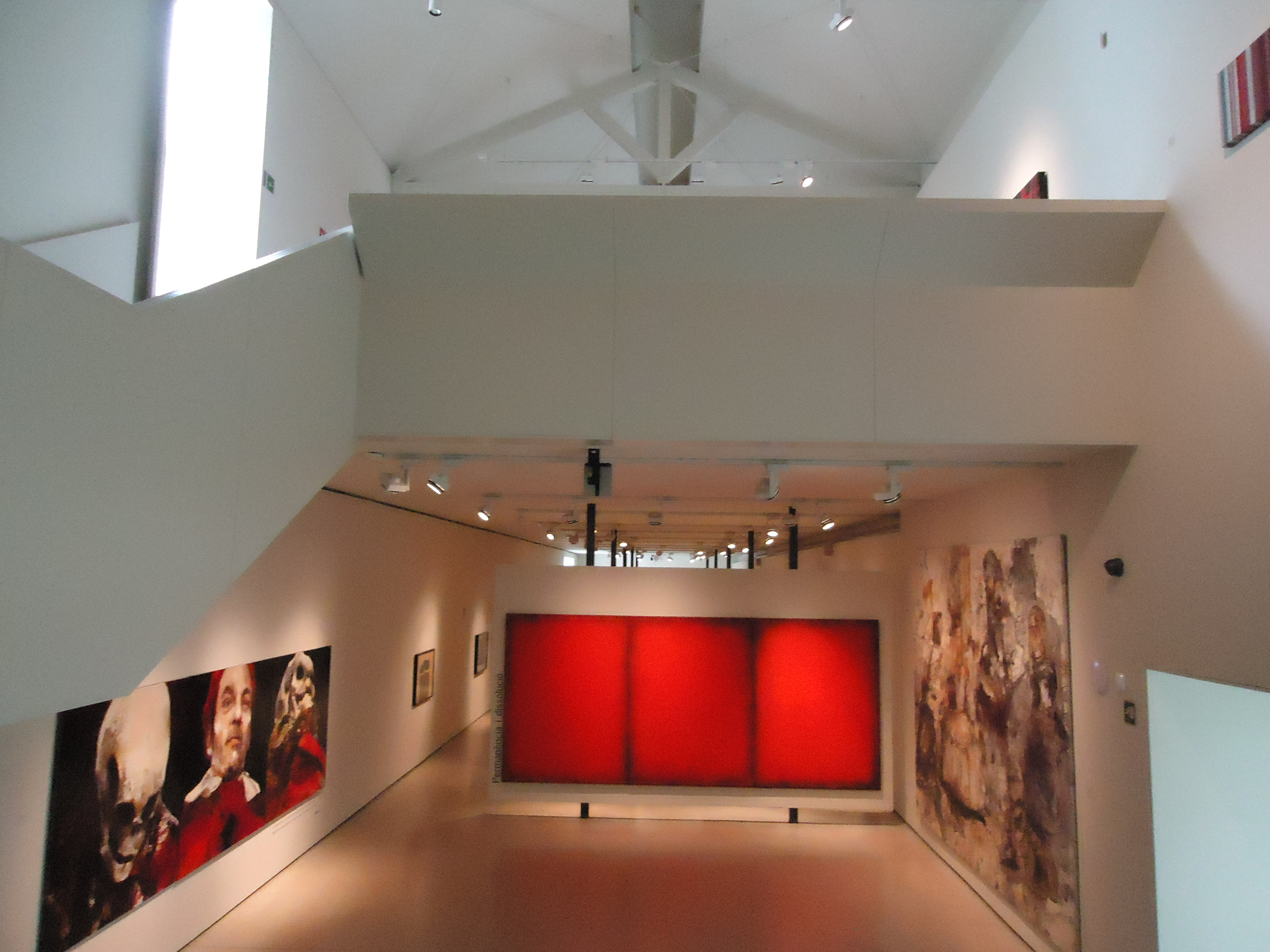
Vista interior de la planta baixa del Museu Can Framis durant l'exposició permanent On ets Kafka? On ets Malèvitx? (2013-2014).

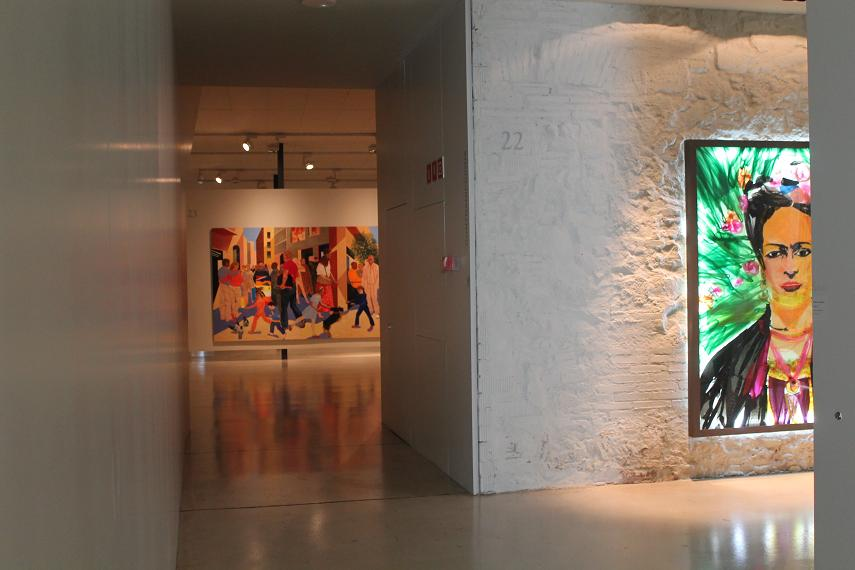
Vista interior del primer pis del Museu Can Framis durant l'exposició permanent Monòleg, diàleg i concepte (2014-2016).

El museu acull el fons pictòric de la Fundació Vila Casas, que consta d'unes set-centes obres (entre les exposades i les que es conserven al magatzem) d'artistes catalans o residents a Catalunya. La col·lecció és una visió àmplia de la pintura feta a Catalunya des dels anys seixanta fins a l'actualitat, sota la mirada personal del col·leccionista Antoni Vila Casas i amb la voluntat de ser mostrada a la ciutat.

### Exposició permanent
L'exposició permanent canvia periòdicament a partir d'un nou recorregut conceptual, oferint d'aquesta manera una major oferta expositiva al visitant i incorporant les noves adquisicions que la Fundació fa any rere any. A través d'una selecció d'aproximadament dues-centes cinquanta obres, l'exposició esdevé un diàleg en el qual convergeixen diversos llenguatges —des de l'informalisme fins a l'hiperrealisme— representats per més d'un centenar d'artistes de diferents trajectòries.
Llistat d'exposicions permanents :
2014-2016 Monòleg, diàleg i concepte
2013-2014 On ets Kafka? On ets Malèvitx?
2011-2013 Travessa d'instants
2009-2011 El Laberint existencial

### Exposicions temporals
L'Espai Aø, d'uns 1500 m², està destinat a les exposicions temporals a través de tres cicles expositius diferents: 
- L'Art de Col·leccionar: cicle orientat a fer visible temporalment obres d'altres col·leccionistes.[14]

2010 L'art de col·leccionar 01 - Rafael Tous
2010 L'art de col·leccionar 02 - Felip Massot
2010 L'art de col·leccionar 03 - Sisita Soldevila

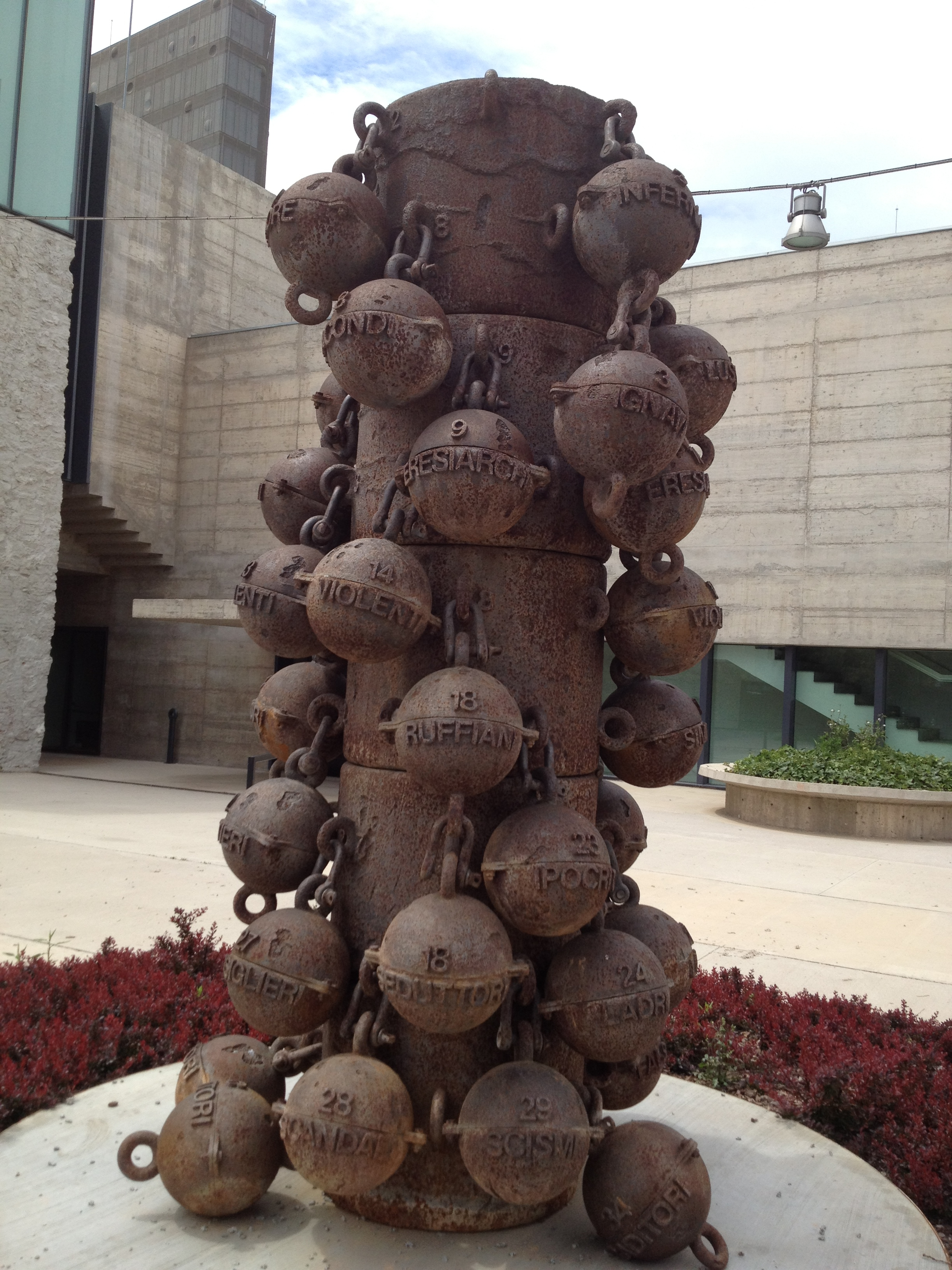
Detall de l'escultura Dell'Arte, de Plensa, situada davant l'entrada del museu. L'obra representa els pecats de l'Infern de La Divina Comèdia de Dante Alighieri amb una sèrie d'esferes que pengen d'un gran cilindre.

2011 L'art de col·leccionar 04 - Josep Maria Civit
2011 L'art de col·leccionar 05 - Juan Ybarra
2012 L'art de col·leccionar 06 - Antoni Puig
2014 L'art de col·leccionar 07 - Joan Uriach. Fundació Uriach 1838
2015 L'art de col·leccionar 08 - Ventura Garcés
2016 L'art de col·leccionar 09 - Ernesto Ventós (Col·lecció olorVISUAL) 

## Premis
La Fundació Vila Casas convoca anualment premis de pintura, fotografia i escultura per a artistes. La convocatòria és rotativa, cada any es dedica a una de les tres disciplines esmentades. La decisió del jurat es fa pública el dia de la inauguració de l'exposició col·lectiva de les obres seleccionades (setze artistes/peces). El guanyador/a rep una aportació econòmica i l'oportunitat de realitzar una exposició individual l'any següent. Els premis de pintura en la història de la Fundació han estat:
2013 VI Premi de Pintura: Jordi Lafon, Lídia Masllorens, Sílvia Martínez-Palou - Exposició: 2014 Jordi Lafon Lídia Masllorens Palou (Can Framis)
2010 V Premi de Pintura Fundació Vila Casas: Jordi Isern - Exposició: 2011 d s p r c ó (Can Framis)
2007 IV Premi de Pintura Torroella de Montgrí: Joaquim Chancho i Rómulo Royo - Exposicions: 2008 Rómulo Royo Siameses (Can Mario) / 2010 Joaquim Chancho Seqüències 2006-2009 (Espai Volart 2)
2005 III Premi de Pintura Torroella de Montgrí: Gregori Iglesias - Exposició: 2006 Como de costumbre, me equivocaba (Palau Solterra)
2003 II Premi de Pintura Torroella de Montgrí: Víctor Pérez-Porro - Exposició: 2004 Traslaciones (Palau Solterra)
2001 I Premi de Pintura Torroella de Montgrí: Francesc Ruestes - Exposició: 2002 El secret dels sentits (Espai Volart)

## Artistes del fons
2015 Bigas Luna, Més de Bigas i més de Luna
2015 Manolo Ballesteros, Pintat el 2014
2014 Agustí Puig, Va voler ser boira i va voler ser vent
2014 Xavier Grau, La morfosis sin fin
2014 Antoni Pitxot, La memòria i el temps
2013 Antoni Clavé, 100 anys
2012 Laurent Jiménez-Balaguer, L'emergència del signe
2012 Agustí Centelles, Una crònica fotogràfica. Anys 30
2011 Josep Niebla, Dilatar els límits de la percepció
2011 Joan-Pere Viladecans, Obra recent 2008-2010
2010 Guerrero Medina, La retirada / Exilis
2010 Antoni Taulé, La magie du silence

## Serveis

### Servei educatiu

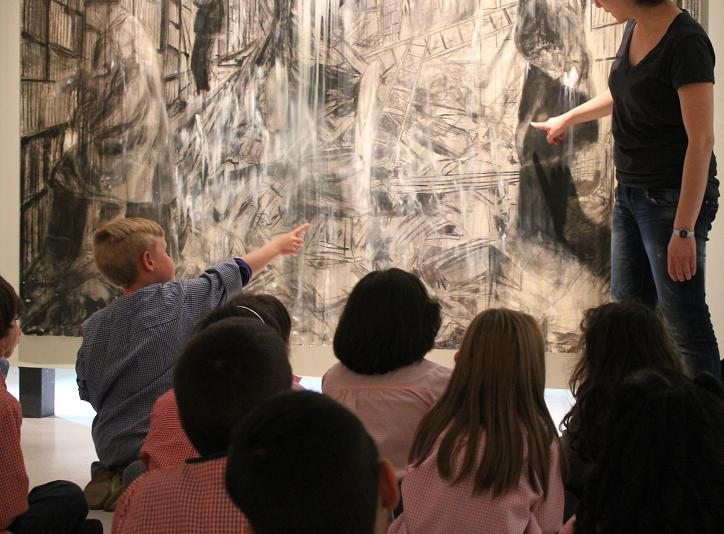
Visita taller (visita escolar) al Museu Can Framis.

El servei educatiu de la Fundació Vila Casas ofereix a alumnes d’escoles i d'instituts, així com a col·lectius amb necessitats educatives especials, un ventall d’activitats que tenen lloc a les sales i als tallers del museu. La programació està orientada a desvetllar l’interès i la curiositat pel coneixement del llenguatge expressiu de l’art contemporani, a través de mòduls de lliure elecció o complementaris, per a un aprenentatge progressiu i curricular. L'objectiu és complementar la formació en art contemporani d’escoles i instituts.
1. Visites taller: dirigides a nens i nenes des de P3 fins a 6è de Primària. Consten de dues parts: una visita a sales del museu i una activitat pràctica en el taller.
2. Visites dinamitzades: dirigides a estudiants d’ESO i Batxillerat. Consten d'un recorregut per sales complementat amb material de suport didàctic.
3. Visites dinamitzades especials: dirigides a nens, joves i adults amb necessitats educatives especials. Tenen com a finalitat connectar l'expressió artística amb les emocions, per tal de vehicular els sentits a través del procés creatiu.

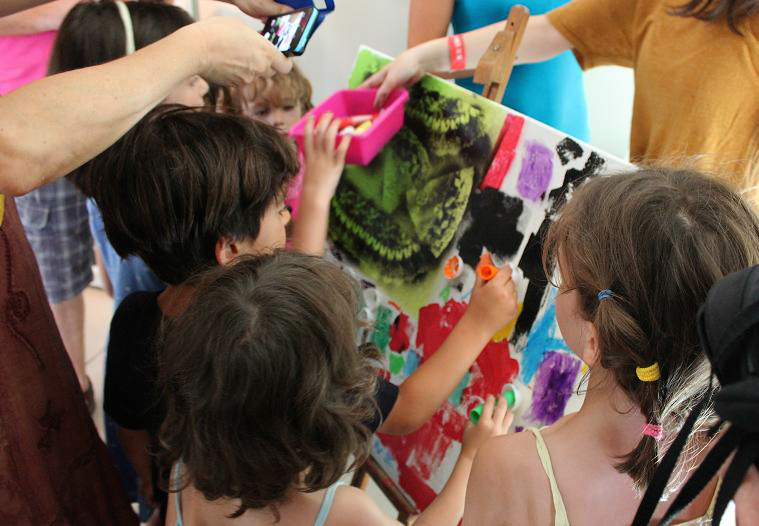
Visita familiar al Museu Can Framis.

### Visites guiades
El museu també disposa d’un servei de visites guiades, les quals s’actualitzen en funció dels canvis anuals que es succeeixen en les exposicions.
1. Visites familiars, dos dissabtes al mes a les 11h30 (Activitats en família): dirigides a famílies amb nens (a partir de tres anys). El segon i tercer dissabte de cada mes (excepte si és festiu o el Museu està tancat al públic), a les 11h30, ofereix a les famílies un recorregut guiat per la col·lecció on els nens creen una obra d'art col·lectiva inspirant-se en els artistes de la Fundació i posteriorment realitzen una activitat al taller. La durada aproximada és de dues hores i preu de l'entrada és de 5 € per persona (cal reserva prèvia).
2. Visites guiades per adults amb reserva: visita comentada a l'exposició permanent o visita comentada per especialistes sobre l'espai arquitectònic.
3. Visites Meet Art el primer i darrer dissabte de cada mes a les 12h30: El primer dissabte de cada mes (excepte si és festiu o el Museu està tancat al públic), s'organitza la trobada Meet Art, una visita guiada de la mà d'una especialista en la col·lecció a través de la que es pot conèixer la col·lecció permanent, sense haver de fer una reserva ni pagar addicionalment al ticket d'entrada. El darrer dissabte de mes se celebra la mateixa activitat però només per a l'exposició temporal en curs. Per ambdues activitats cal un mínim de 5 persones.